# Вирджински острови (национален парк)
Вижте пояснителната страница за други значения на Вирджински острови.
„Вирджински острови“ (на английски: Virgin Islands National Park е национален парк в зависимата от територия Американски Вирджински острови, заемащ около 60% от територията на остров Сент Джон, остров Хасел и изолирани места от остров Сент Томас.
Най-характерните му забележителности са тропически гори, водолазни спортове и възможност за разходки. Паркът се посещава от около 725 000 туристи на година. Най-високата му точка е на височина 389 м, откъде се открива божествена гледка.
В парка се намира и коралов риф, който заобикаля островите почти изцяло и се променя непрекъснато. Климатът е субтропически, годишните валежи са 1400 мм, а средната температура е 26 °C.
Става национален парк през 1956 година.